# Crossosomataceae
Crossosomataceae é uma família de plantas angiospérmicas (plantas com flor - divisão Magnoliophyta), pertencente à ordem Crossosomatales.
A ordem à qual pertence esta família está por sua vez incluida na classe Magnoliopsida (Dicotiledóneas): desenvolvem portanto embriões com dois ou mais cotilédones.
O grupo contém apenas 3 género.
Género Crossosoma contém eduas espécies de características arbustivas:
Crossosoma californicum Nutt. é encontrada na Península de Palos Verdes, nas ilhas de San Clemente e Santa Catalina (Califórnia) e nas ilhas Guadalupe (México).
Crossosoma bigelovii S.Wats. ocorre nos desertos da Califórnia, Nevada, Arizona e Baixa Califórnia.